# هيذر فيشر
هيذر فيشر (بالإنجليزية: Heather Fischer)‏ هي دراجة أمريكية، ولدت في 28 نوفمبر 1988.

## وصلات خارجية
- هيثر فيشر على موقع الاتحاد الدولي للدراجات (الإنجليزية)
- هيثر فيشر على موقع إحصائيات الدراجات الإحترافية (الإنجليزية)